# Der Wolf und das Lamm

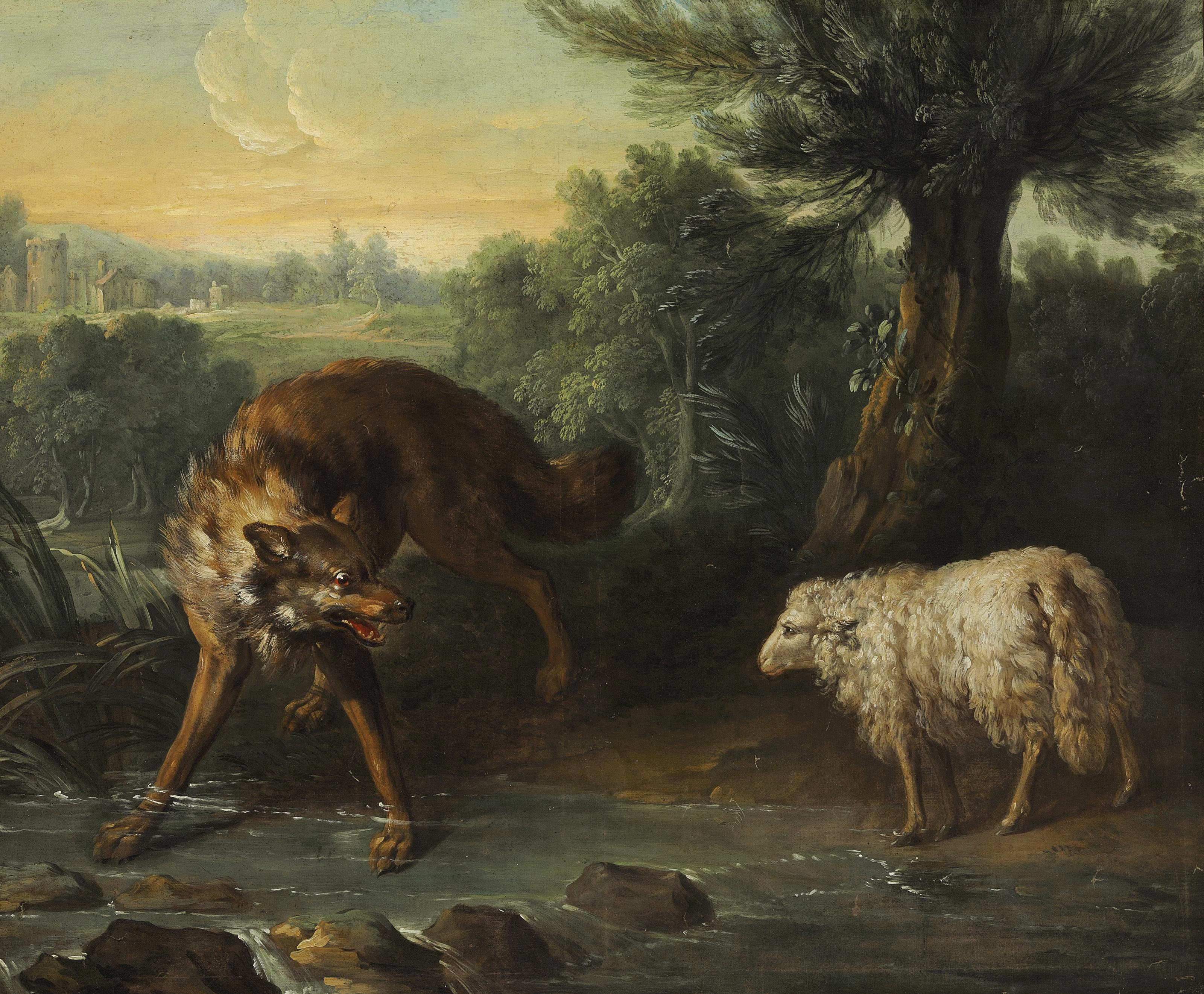
Jean-Baptiste Oudrys Ölgemälde zu dieser Fabel

Der Wolf und das Lamm (altgriech.: Λύκος καὶ ἀρήν) ist eine Fabel, die dem altgriechischen Fabeldichter Äsop (Perry-Index Nr. 155) zugeschrieben wird und vom römischen Dichter Phaedrus (Lupus et agnus, Fabeln 1, 1) in Versform gebracht wurde. Auch der französische Schriftsteller Jean de La Fontaine griff diese Fabel in Der Wolf und das Lamm auf.
Die Redewendung „Kein Wässerchen trüben können“ bezieht sich auf diese äsopische Fabel.

## Inhalt

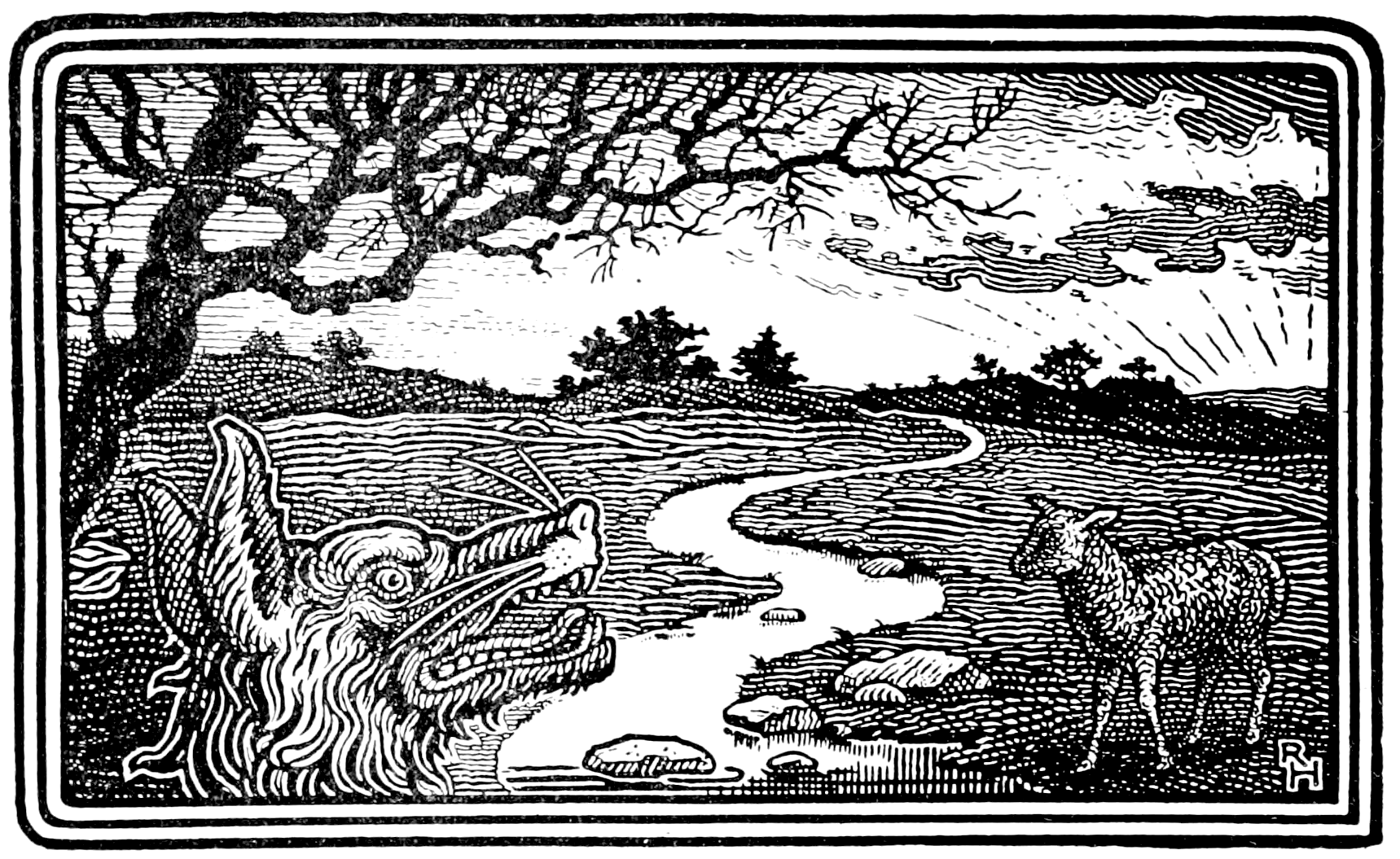
Illustration 1922

Der Wolf sieht, wie ein Lamm aus einem Bach trinkt. Er sucht einen Anlass, um es zu fressen. Deshalb stellt er sich weiter oben an das Ufer und wirft dem Lamm vor, dass es das Wasser trübe mache, das er trinken will. Das Lamm entgegnet, dass es am Ufer stehe und trinke und es auch nicht möglich sei, dass jemand, der weiter unten stehe, das Wasser oberhalb dieser Stelle trübe mache. „Durch die Kraft der Wahrheit zurückgewiesen“ * wirft der Wolf dem Lamm daraufhin vor, es habe ihn vor sechs Monaten beleidigt. Das Lamm antwortet, es sei zu dieser Zeit noch gar nicht geboren gewesen. Darauf entgegnet der Wolf, dass dann eben dessen Vater ihn verleumdet habe, und frisst das Lamm auf.

## Botschaft
Phaedrus schreibt zum Schluss: Haec propter illos scripta est homines fabula, qui fictis causis innocentes opprimunt. (Diese Fabel ist wegen der Menschen geschrieben, die aus erfundenen Gründen Unschuldigen Gewalt antun.)
Die Fabel von La Fontaine beginnt mit den Worten: „Der Starke hat immer recht.“ Der Stärkere findet immer eine Begründung, wenn er Unrecht begeht.
Martin Luther formulierte als Lehre aus der Fabel: „So ist der Lauf der Welt. Wer fromm sein will, muss leiden, wenn einer Streit sucht. Denn Gewalt steht über dem Recht. Wenn man dem Hund übel will, hat er das Leder gefressen. Wenn der Wolf es so will, ist das Lamm im Unrecht.“